# Arkadian Warriors
Arkadian Warriors es un juego de rol de acción publicado por Vivendi Games bajo la división Sierra Online y desarrollado por Wanako Games para el servicio Xbox Live Arcade de Xbox 360. El título se anunció oficialmente durante la Convención de Juegos de Leipzig de 2007 y se lanzó posteriormente el 12 de diciembre de 2007.

## Jugabilidad
Los jugadores seleccionan una de tres clases de personajes diferentes para jugar entre las opciones de «Soldado», «Arquero» y «Hechicero». Los jugadores pueden jugar solos o en modo cooperativo con otro jugador localmente o a través de Xbox Live.
Durante el juego, los personajes tienen la tarea de salvar la tierra de Arkadia completando una serie de 19 misiones y finalmente derrotando a la malvada Gorgona. Las misiones se reciben en un centro de la ciudad donde también se pueden realizar otras actividades. La mayoría de estas misiones son de naturaleza relativamente sencilla, como recuperar cierta cantidad de un determinado objeto o derrotar a determinados enemigos.
Dentro de la mazmorra generada aleatoriamente, los jugadores luchan contra un gran número de enemigos usando habilidades específicas de su clase. Al ganar una cierta cantidad de experiencia, los personajes aumentan su poder y obtienen hechizos o habilidades adicionales. Además, mientras luchas contra enemigos, un medidor se llena lentamente y permite a los jugadores transformarse temporalmente en una forma bestial. Estos alter ego toman la forma de un fénix, un león o un dragón, dependiendo de la clase.

## Recepción
Arkadian Warriors tuvo una fría recepción en IGN, donde obtuvo una calificación de «mediocre» (5.7/10). La reseña concluye: «Podemos manejar una jugabilidad repetitiva en nuestros juegos de exploración de mazmorras; en general, es una diversión sin sentido. Cuando agregas una falta total de variedad en el diseño de mazmorras y misiones y arrojas un montón de monstruos genéricos en nuestro camino, simplemente se vuelve una tontería». La reseña de GameSpot también criticó el título por su jugabilidad genérica y repetitiva, lo que le valió una puntuación similar de «mediocre» (5.0/10). El colaborador de Trigames.NET Patrick Hickey Jr. dijo que Arkadian Warriors «se siente como un clon aleatorio de una docena de otros buenos juegos y deja a su propietario con ganas de jugar a algo más».